# Francesco Marucelli
Francesco Marucelli (* 1. März 1625 in Florenz; † 29. Juli 1703 in Rom) war ein italienischer Abt, Bibliograph und Bibliophiler.

## Leben

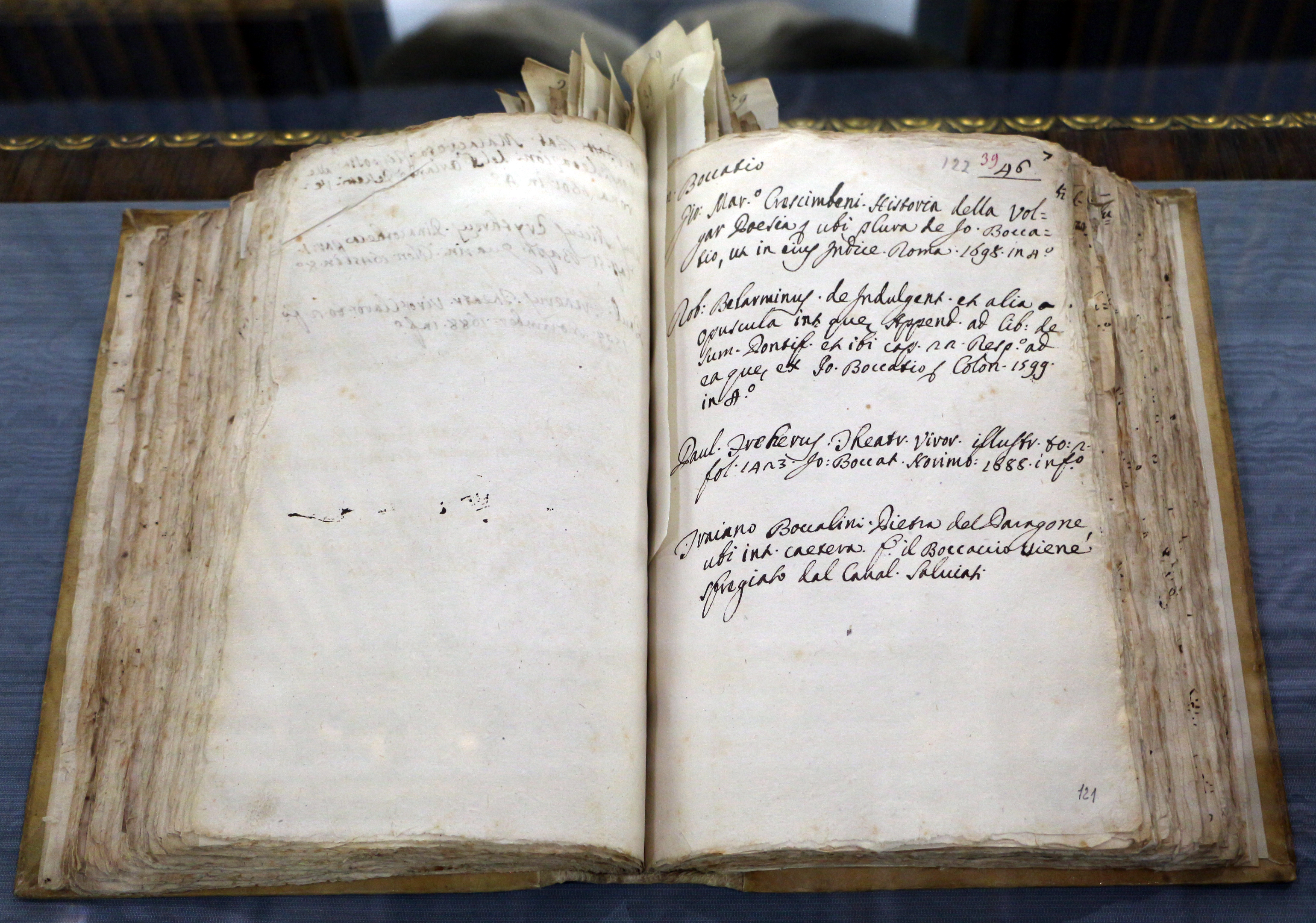
Mare magnum omnium materiarum, 1701

Francesco Marucelli wurde am 1. März 1625 in Florenz als Sohn von Alessandro di Francesco und Elisabetta di Orazio Monterappoli geboren. Nach seinem Abschluss in utroque iure an der Universität Pisa am 29. März 1647 zog er nach Rom, wo er dem päpstlichen Hof und den Gelehrten nahe stand. Er lebte bis zu seinem Tod in Rom. Im Jahr 1691 wurde er unter dem Namen Cleodamo Tiunteo in den Kreis der Arkadier aufgenommen.
.
Sein Onkel übertrug ihm die beiden kalabrischen Abteien San Lorenzo bei Cropani und Santa Maria di Camigliano bei Tarsia. Nachdem Rechtsstreitigkeiten mit dem Königreich Neapel entstanden sind verzichte er unter Alexander VIII. auf diese Abteien, um sich besser seinen Studien widmen zu können.
Marucelli stammte aus einer adligen und wohlhabenden Familie ab, doch ohne nach höheren Ehren zu streben. Er widmete sich dem Sammeln von Tausenden von Büchern zu jedem Thema, aus denen er verschiedene Zusammenstellungen anfertigte, die unveröffentlicht geblieben sind, und vor allem einer grandiosen wissenschaftliche Bibliothek, die er Mare magnum omnium materiarum nannte. Dieses erstaunliche wissenschaftliche Werk enthält genaue Angaben zu etwa sechstausend Werken zu den verschiedensten Themen und wurde von seinem Neffen Alessandro in 111 handschriftlichen Bänden neu geordnet, die sich heute in der Biblioteca Marucelliana in Florenz befinden. Die Bibliothek verdankt ihre Entstehung der Großzügigkeit Marucellis, der testamentarisch verfügte, dass alle seine Bücher nach Florenz gebracht und in seinem Familienpalast auf eigene Kosten eine öffentliche Bibliothek errichtet werden sollte. Die Bibliothek wurde 1752 vom Neffen des Stifters, Alessandro Marucelli (1672–1751), fertiggestellt und eröffnet, der auch seine eigenen Bücher stiftete und Angelo Maria Bandini zum Bibliothekar ernannte, der die Bibliothek etwa fünfzig Jahre lang leitete und später durch den Erwerb der Bestände der aufgelösten religiösen Orden beträchtlich vergrößerte.

## Werke
Zu seinen Werken gehört das Mare Magnum, ein großartiges bibliographisches Werk in 111 Bänden, das das universelle Wissen der damaligen Zeit nach Themen auflistet. Dieses monumentale Werk ist in der Marucelliana als Manuskript erhalten und wurde von seinem Neffen Alessandro in Auftrag gegeben und veröffentlicht.
Marucelli übersetzte Pindars erste Olimpica in lateinische Hexameter (Florenz, Biblioteca Marucelliana, Misc., 76.1, 1) und machte Francesco Petrarcas De vita solitaria gemeinverständlich und führte sie fort (Mss., C.198, I, cc. 1–126: volgarizzamento; II, cc. 127r-212r: Ergänzung; beide Autographen).